# Sulusaray (district)
Sulusaray is een Turks district in de provincie Tokat en telt 9.595 inwoners (2007). Het district heeft een oppervlakte van 276,7 km². Hoofdplaats is Sulusaray.
De bevolkingsontwikkeling van het district is weergegeven in onderstaande tabel.
| 1997   | 2000   | 2007  |
| ------ | ------ | ----- |
| 12.372 | 11.202 | 9.595 |